# Basílica de San Pedro y San Pablo (Dilinga)
La Basílica de San Pedro y San Pablo (en Alemán: Basilika SS. Peter und Paul) es un templo católico que se encuentra en Dilinga, Alemania, y funciona como basílica y concatedral de la diócesis de Augsburgo.
La iglesia de tres naves fue construida en los años 1619-1628 por el arquitecto de la corte Hans Alberthal sobre los cimientos de las iglesias anteriores que datan de los siglos XIII y XV. La iglesia es de 54,8 metros de largo, 22,3 metros de altura y 22 metros de ancho. Debido a los daños sufridos durante la Guerra de los Treinta Años, en 1643 se renovó su estructura. Con la adición de la torre en 1669, la iglesia llegó a los 49 metros de altura.
Después de la disolución del monasterio en 1803 la iglesia se convirtió en una iglesia parroquial y en 1979 la iglesia fue elevada a la dignidad de basílica menor por el Papa Juan Pablo II.

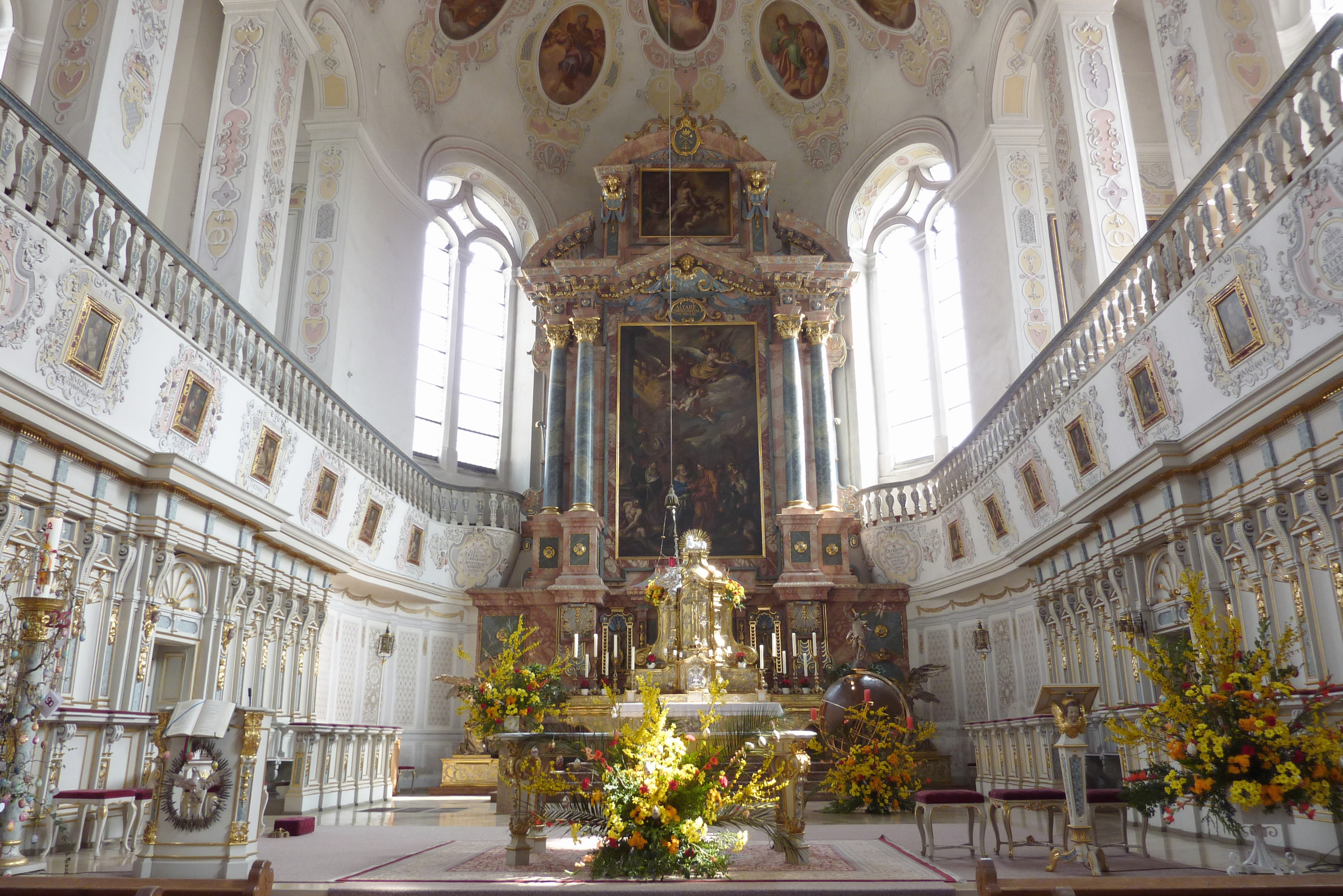
Vista interna